# Carles Gil
Carles Gil, né le 22 novembre 1992 à Valence, est un footballeur espagnol qui joue au poste de milieu de terrain au Revolution de la Nouvelle-Angleterre en MLS. Il est le frère aîné de Nacho Gil.

## Biographie

### Formation au Valence CF
Originaire de Valence, il est formé dans le club de sa ville natale. Il y rencontre notamment Paco Alcácer ou Juan Bernat. En août 2012, il est prêté pour une saison à Elche. À la suite de ses bonnes performances avec le club, il prolonge son prêt d'une saison en 2013,.
Durant l'été 2014, Gil revient au Valence CF où il tente d’être un titulaire régulier. Le club ne prolonge pas le joueur, son contrat expirant en 2016. En janvier 2015, il joue son dernier match pour Valence contre l'Espanyol.

### Expérience en Premier League
Le 13 janvier 2015, il signe officiellement avec le club anglais d'Aston Villa où il s'engage jusqu'en 2019. Le 25 février, Gil, débutant comme titulaire, marque son premier but en Angleterre en FA Cup contre Bournemouth, pour une victoire 2-1. Il déborde la défense sur l'aile avant de repiquer dans la surface de réparation et d'envoyer le ballon dans la lucarne.

### Retour en Espagne
Le 22 juillet 2016, Gil est prêté pour une saison au Deportivo La Corogne. De retour à Villa, il est prêté pour une seconde saison consécutive au club espagnol le 12 juillet 2017.

### Un joueur majeur en MLS
En janvier 2019, Gil rejoint le club américain du Revolution de la Nouvelle-Angleterre. Le 2 mars suivant, il débute en Major League Soccer et inscrit un but permettant d'accrocher un nul 1-1 contre le FC Dallas. Deux journées plus tard, il réalise un doublé face au Toronto FC mais son équipe s'incline 3-2. Devenu rapidement indispensable à son équipe, il remporte le trophée du nouveau venu de la MLS à l'issue de la saison 2019. En 2020, la pandémie de Covid-19 tronque la saison et une blessure ne le rend pleinement disponible qu'à partir du mois d'octobre où il brille et contribue au succès de son équipe qui atteint la finale de conférence. Poursuivant ses performances remarquées en 2021, Carles Gil achève la saison avec le titre de meilleur passeur, meilleur joueur de MLS et remporte le Supporters' Shield 2021. Ces accomplissements lui valent également d'être honoré du trophée du retour de l’année en MLS.
Devenu capitaine du Revolution, Carles Gil s'établit ainsi comme un joueur majeur en Major League Soccer et participe au retour de son équipe en Ligue des champions de la CONCACAF au cours de l'édition 2022, la Nouvelle-Angleterre étant éliminée en quarts-de-finale par les Pumas UNAM. Auteur d'une grande prestation avec trois buts et une passe décisive en Coupe des États-Unis face au FC Cincinnati le 11 mai 2022 (victoire 5-1), il poursuit ses performances et mène en tant que capitaine l'équipe de MLS face à celle de Liga MX lors du match des étoiles en août 2022,.

## Statistiques
| Saison                | Club                                 | Championnat           | Championnat | Championnat | Championnat | Coupe nationale | Coupe nationale | Coupe nationale | Coupe de la Ligue | Coupe de la Ligue | Coupe de la Ligue | Compétition(s) continentale(s) | Compétition(s) continentale(s) | Compétition(s) continentale(s) | Compétition(s) continentale(s) | Séries | Séries | Séries | Total | Total | Total |
| Saison                | Club                                 | Division              | M.          | B.          | P.d.        | M.              | B.              | P.d.            | M.                | B.                | P.d.              | Comp.                          | M.                             | B.                             | P.d.                           | M.     | B.     | P.d.   | M.    | B.    | P.d.  |
| 2014-2015             | Valence CF                           | Liga                  | 8           | 1           | 1           | 3               | 0               | 0               | -                 | -                 | -                 | -                              | -                              | -                              | -                              | -      | -      | -      | 11    | 1     | 1     |
| 2012-2013             | Elche CF (prêt)                      | Liga Adelante         | 31          | 4           | 1           | -               | -               | -               | -                 | -                 | -                 | -                              | -                              | -                              | -                              | -      | -      | -      | 31    | 4     | 1     |
| 2013-2014             | Elche CF (prêt)                      | Liga                  | 33          | 1           | 3           | 2               | 0               | 0               | -                 | -                 | -                 | -                              | -                              | -                              | -                              | -      | -      | -      | 35    | 1     | 3     |
| Sous-total            | Sous-total                           | Sous-total            | 64          | 5           | 4           | 2               | 0               | 0               | -                 | -                 | -                 | -                              | -                              | -                              | -                              | -      | -      | -      | 66    | 5     | 4     |
| 2014-2015             | Aston Villa                          | Premier League        | 5           | 0           | 1           | 2               | 1               | 0               | 0                 | 0                 | 0                 | -                              | -                              | -                              | -                              | -      | -      | -      | 7     | 1     | 1     |
| 2015-2016             | Aston Villa                          | Premier League        | 23          | 2           | 1           | 3               | 0               | 1               | 1                 | 0                 | 0                 | -                              | -                              | -                              | -                              | -      | -      | -      | 27    | 2     | 2     |
| Sous-total            | Sous-total                           | Sous-total            | 28          | 2           | 2           | 5               | 1               | 1               | 1                 | 0                 | 0                 | -                              | -                              | -                              | -                              | -      | -      | -      | 34    | 3     | 3     |
| 2016-2017             | Deportivo La Corogne (prêt)          | LaLiga                | 23          | 1           | 4           | 1               | 0               | 0               | -                 | -                 | -                 | -                              | -                              | -                              | -                              | -      | -      | -      | 24    | 1     | 4     |
| 2017-2018             | Deportivo La Corogne (prêt)          | LaLiga                | 10          | 0           | 1           | 1               | 0               | 1               | -                 | -                 | -                 | -                              | -                              | -                              | -                              | -      | -      | -      | 11    | 0     | 2     |
| 2018-2019             | Deportivo La Corogne                 | LaLiga 2              | 18          | 0           | 1           | 1               | 0               | 0               | -                 | -                 | -                 | -                              | -                              | -                              | -                              | -      | -      | -      | 19    | 0     | 1     |
| Sous-total            | Sous-total                           | Sous-total            | 51          | 1           | 6           | 3               | 0               | 1               | -                 | -                 | -                 | -                              | -                              | -                              | -                              | -      | -      | -      | 54    | 1     | 7     |
| 2019                  | Revolution de la Nouvelle-Angleterre | MLS                   | 34          | 10          | 12          | 1               | 0               | 1               | -                 | -                 | -                 | -                              | -                              | -                              | -                              | 1      | 0      | 0      | 36    | 10    | 13    |
| 2020                  | Revolution de la Nouvelle-Angleterre | MLS                   | 6           | 0           | 1           | -               | -               | -               | -                 | -                 | -                 | -                              | -                              | -                              | -                              | 4      | 2      | 3      | 10    | 2     | 4     |
| 2021                  | Revolution de la Nouvelle-Angleterre | MLS                   | 28          | 4           | 11          | -               | -               | -               | -                 | -                 | -                 | -                              | -                              | -                              | -                              | 1      | 0      | 1      | 29    | 4     | 12    |
| 2022                  | Revolution de la Nouvelle-Angleterre | MLS                   | 26          | 5           | 8           | 1               | 3               | 1               | -                 | -                 | -                 | LCC                            | 2                              | 0                              | 2                              | -      | -      | -      | 29    | 8     | 11    |
| Sous-total            | Sous-total                           | Sous-total            | 94          | 19          | 32          | 2               | 3               | 2               | -                 | -                 | -                 | -                              | 2                              | 0                              | 2                              | 6      | 2      | 4      | 104   | 24    | 40    |
| Total sur la carrière | Total sur la carrière                | Total sur la carrière | 245         | 28          | 45          | 15              | 4               | 4               | 1                 | 0                 | 0                 | -                              | 2                              | 0                              | 2                              | 6      | 2      | 4      | 269   | 34    | 55    |

## Palmarès

### En club
Il remporte le Supporters' Shield avec le Revolution de la Nouvelle-Angleterre en 2021, son équipe établissant même un record pour le nombre de points collectés en saison régulière.

### Distinctions personnelles
- Nommé dans l'équipe-type de Major League Soccer en 2019 et 2021
- Trophée du nouveau venu de la MLS en 2019
- Trophée du retour de l’année en MLS en 2021
- Meilleur joueur de MLS en 2021
- Capitaine lors du Match des étoiles de la MLS en 2022